# Erstes Eishockeyspiel in einer Halle
Das als solches überlieferte erste Eishockeyspiel in einer Halle fand am 3. März 1875 statt. Austragungsort war der Victoria Skating Rink in der kanadischen Stadt Montreal. Organisator des Spiels war James Creighton, ein Absolvent der McGill University. Beteiligt waren zwei Mannschaften mit je neun Spielern. Erstmals überhaupt gelangte ein hölzerner Puck zum Einsatz. Die Ausrüstung bestand aus Schlittschuhen und Schlägern, die sonst für Shinny verwendet wurden – eine informelle Variante von Freiluft-Eishockey, die damals in Nova Scotia, Creightons Heimat, weit verbreitet war. Die Begegnung wurde 2002 von der International Ice Hockey Federation als erstes Spiel in einer Halle anerkannt, da hier mehrere Merkmale des modernen Spiels ihren Ursprung hatten.

## Austragungsort

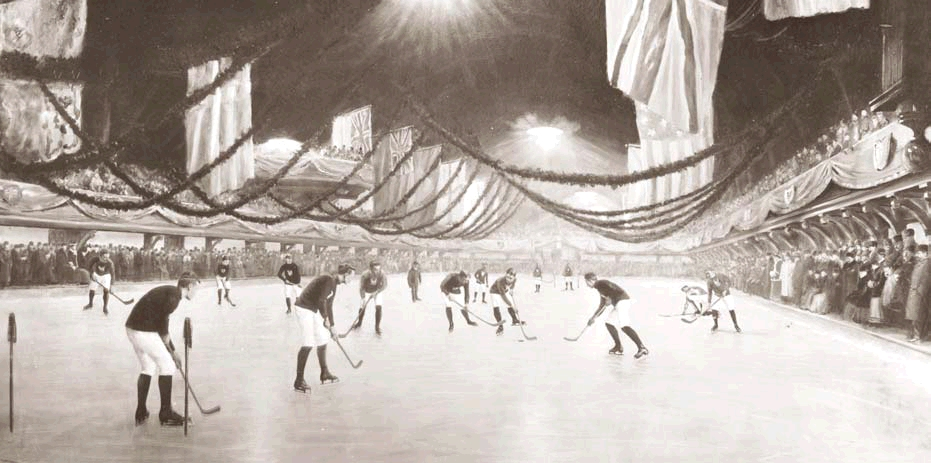
Eishockeyspiel im Victoria Skating Rink im Jahr 1883

Der Victoria Skating Rink, eine Eislaufhalle in Montreal, war ein langgezogenes zweistöckiges Gebäude mit einem gewölbten Dach, das sich über die gesamte Breite des Eisfeldes spannte. Hohe rundbogige Fenster erleuchteten das Innere bei Tageslicht, 500 Gaslampen ermöglichten das Eislaufen auch am Abend. Später wechselte man diese mit elektrischen Lampen aus, womit der Victoria Skating Rink das erste öffentliche Gebäude Kanadas mit elektrischer Beleuchtung war. Die Eisfläche war 204 Fuß (62,18 m) lang und 80 Fuß (24,38 m) breit. Sie war also nur unwesentlich kürzer und schmaler als die heute in der National Hockey League verwendeten Spielfelder. Umgeben war das Eisfeld von einer 10 Fuß (3,48 m) breiten Plattform, die um etwa ein Fuß erhöht war und auf der Zuschauer stehen oder Eisläufer sich ausruhen konnten. Zu einem späteren Zeitpunkt fügte man eine Empore mit einer „Royal Box“ für Würdenträger hinzu.
Die im Jahr 1862 errichtete Halle lag an der Rue Drummond im anglophon geprägten Teil der Stadt, in der Nachbarschaft der McGill University. Diese Gegend, die heute als „Square Mile“ bekannt ist, war sehr wohlhabend und damals die bevorzugte Wohnlage der englischsprachigen Fabrikanten und Geschäftsleute. Einen Häuserblock nordöstlich lag der Dominion Square, wo im Winter Freiluft-Sportereignisse stattfanden. Das an diesem Platz gelegene Windsor Hotel war viele Jahre das Zentrum des gesellschaftlichen Lebens und Versammlungsort verschiedener Sportorganisationen.

## Das Spiel
James Creighton, ein Mitglied des Victoria Skating Club und Eiskunstlauf-Schiedsrichter, begann im Jahr 1873 informelle Treffen zu organisieren, bei denen Clubmitglieder und seine Freunde von der Universität Shinny spielten. Diese frühe, vom Shinty abgeleitete Freiluft-Variante des Eishockeys war in Creightons Heimat Nova Scotia verbreitet und kam ohne festes Regelwerk aus. Beispielsweise gab es meistens keinen Torhüter, die Teamgrößen waren variabel und es wurden Bälle verwendet. Der ungewohnte Schauplatz und die feste Größe des Eisfeldes erforderten die Entwicklung neuer Spielregeln.
Am 3. März 1875 organisierte Creighton ein Spiel in der Halle des Victoria Skating Club. Es gilt heute allgemein als erstes Eishockeyspiel in einer Halle. Mehrere Faktoren trugen dazu bei, das moderne Eishockey entscheidend zu prägen: Beteiligt waren zwei Mannschaften (mit je neun Spielern), Torhüter und Schiedsrichter. Die Spieldauer war auf 60 Minuten begrenzt und es gab ein offizielles Endergebnis. Um Verletzungen bei Zuschauern sowie Schäden an den Glasfenstern zu vermeiden, spielte man mit einem hölzernen Puck statt mit einem Lacrosse-Ball – möglicherweise war es das erste Mal, dass ein solches Objekt verwendet wurde. Die zwei Mannschaften bestanden aus Vereinsmitgliedern und einigen Studenten der McGill University. Schläger und Schlittschuhe wurden in Nova Scotia beschafft. Um das erste Spiel anzukündigen, erschien in der Montreal Gazette eine Anzeige:

Ankündigung
Victoria Rink – Heute Abend wird im Victoria Skating Rink ein Hockeyspiel ausgetragen, zwischen zwei Neunerteams aus den Reihen der Vereinsmitglieder. Viel Spaß kann erwartet werden, da einige der Spieler höchst erfahren in diesem Spiel sein sollen. Unter den zu erwartenden Zuschauern wurden einige Befürchtungen laut, dass durch den lebhaft fliegenden Ball wahrscheinlich Unfälle geschehen könnten und Schaulustige drohender Gefahr ausgesetzt sind. Doch wir wissen, dass das Spiel mit einem flachen, runden Holzstück gespielt werden wird, sodass jegliche Gefahr, dass es die Oberfläche des Eises verlässt, gebannt ist. Abonnenten werden bei Vorzeigen ihrer Karten zugelassen.

Am folgenden Tag erschien in derselben Zeitung der erste Spielbericht:

Spielbericht
HOCKEY – Gestern Abend versammelte sich ein großes Publikum im Rink, um einen neuartigen Wettstreit auf dem Eis mitzuverfolgen. Das Hockeyspiel auf Eis, obwohl in Neuengland und anderen Teilen der Vereinigten Staaten sehr en vogue, ist hier nicht sehr bekannt, folglich wurde das Ereignis letzten Abend mit großem Interesse erwartet. Hockey wird üblicherweise mit einem Ball gespielt, doch gestern wurde, um Unfälle zu vermeiden, ein flacher hölzerner Block verwendet, so dass er ohne Abheben auf dem Eis glitt. Auf eine Art ähnelt das Spiel dem Lacrosse -- der Block muss auf dieselbe Weise wie der Gummiball durch zwei Flaggen passieren, die etwa 8 Fuß voneinander platziert sind. Die Spieler gestern Abend waren achtzehn an der Zahl -- neun auf jeder Seite -- und waren wie folgt: -- Messrs. Torrance (Kapitän), Meagher, Potter, Goff, Barnston, Gardner, Griffin, Jarvis und Whiting. Creighton (Kapitän), Campbell, Campbell, Esdaile, Joseph, Henshaw, Chapman, Powell und Clouston. Das Match war eine interessante und recht umkämpfte Angelegenheit, die Bemühungen der Spieler riefen viel Belustigung hervor, als sie sich gegenseitig umkreisten und auswichen. Trotz des brillanten Spiels von Kapitän Torrances Team, trug Kapitän Creightons Team den Sieg davon, das mit zwei Games zu einem Game der Torrance-Neun gewann. Das Spiel wurde um halb zehn beendet und die Zuschauer zogen sich, mit der Unterhaltung des Abends sehr zufrieden, zurück.

Das Austragen eines Hockeyspiels in der Halle und die kleineren Dimensionen des Spielfelds hatten umfangreiche Änderungen gegenüber der Freiluft-Variante zur Folge. Die Größe der Mannschaften wurde auf neun Spieler begrenzt. Bis zu diesem Zeitpunkt gab es bei Freiluft-Spielen keine vorgeschriebene Anzahl Spieler. Es waren mehr oder weniger so viele Leute beteiligt, wie auf einen gefrorenen Teich oder Fluss passten, oft sogar Dutzende. Die Mannschaftsgröße von neun Spielern hielt sich bis in die 1880er Jahre, als sie beim Turnier des Montreal-Winterkarnevals reduziert wurde.
Nicht in der Gazette, aber an anderer Stelle wurde über eine Schlägerei nach dem Spiel berichtet. Es waren nicht die Gegner auf dem Eis, die sich prügelten. Vielmehr brach die Auseinandersetzung zwischen den Spielern, Zuschauern und Mitgliedern des Skating Club aus. Die Vereinsmitglieder waren gegen die Verwendung der Halle für Eishockeyspiele, da dieses anderen Eislauf-Aktivitäten Zeit wegnahm und die Qualität des Eises beeinträchtigte. Gemäß der Zeitung Daily British Whig aus Kingston (Ontario) wurden „Schienbeine und Köpfe ramponiert, Sitzbänke zertrümmert und die Damen unter den Zuschauern flohen verwirrt.“

## Anerkennung durch die IIHF
Im Juli 2002 kündigte die International Ice Hockey Federation (IIHF) an, dass sie den Standort der einstigen Halle kenntlich machen werde, „mit einer Gedenkplakette oder einer anderen Markierung für historische Stätten, um Passanten an die Existenz des Victoria Skating Rink, den Geburtsort des organisierten Eishockeys, zu erinnern“. Am 22. Mai 2008 enthüllte der kanadische Premierminister Stephen Harper beim nahe gelegenen Centre Bell zwei Gedenkplaketten, die an das Spiel und an James Creighton erinnern. Darüber hinaus rief die IIHF den Victoria Cup ins Leben, eine nach der Spielstätte benannte Trophäe, die in den Jahren 2008 und 2009 zwischen dem Sieger der europäischen Champions Hockey League und einem Vertreter der National Hockey League ausgespielt wurde.